# Милан Стоилов
Милан Трайков Стоилов е български революционер, повлиян от идеите на македонизма.

## Биография
Стоилов е роден в 1881 година в Кукуш, тогава в Османската империя, днес Килкис, Гърция. Завършва основно училище в родния си град в 1892 година, а в 1895 година и българското трикласно училище в града. Учи в Българската духовна семинария в Цариград, която завършва през юли 1902 година.
Написва и илюстрира дидактичната повест „Кукушкият вампир“, бичуваща пиянството; ръкописът ѝ се е пазел в кукушкото читалище.
На 14 август 1902 година пристига в Русия и се записва във Военномедицинската академия в Санкт Петербург. В Петербург участва в Тайния македоно-одрински кръжок. Стоилов се записва и в Славяно-македонското научно и литературно дружество, на което става секретар.
Прекъсва образованието си в Русия в 1903 година. Присъединява се към ВМОРО и с група състуденти (включително Марко Марков, Юлий Розентал и Александър Соколов) се включва в четата на Никола Дечев. На път за вътрешността на Македония четата е посрещната от турски аскер между селата Витоша и Лески, където на 5 септември 1903 година Соколов, Стоилов и Марков загиват.